# Congolese frank
De frank is de munteenheid van Congo-Kinshasa. Eén frank is verdeeld in 100 centime.
Er worden geen munten gebruikt. Het papiergeld is beschikbaar in 1, 5, 10, 20 en 50 centime en 1, 5, 10, 20, 50, 100, 200 en 500 frank.
Tot 1911 werd de Belgische frank gebruikt, waarna het land het recht kreeg op een eigen munteenheid, de Belgisch-Congolese frank, uit te geven met een 1:1 koppeling aan de Belgische frank. Nadat de Congo de onafhankelijkheid van België verkreeg werd de Congolese frank gekoppeld aan het pond sterling. De Congolese frank werd gedeeltelijk ook gebruikt in het gebied van Ruanda-Urundi. In 1967 werd de munt vervangen door de zaïre (CDZ), die onderverdeeld werd in 100 makuta of 10.000 sengi, in een verhouding van 1000:1 ten opzichte van de oude munteenheid. In 1993 werd de oude zaire vervangen door de nieuwe (ZRN) in een verhouding van 1:3.000.000. Na de naamsverandering van het land in 1998 werd ook een nieuwe munteenheid gebracht, de (Democratische) Congolese frank (CDF) met een verhouding van 1:100.000 ten opzichte van de nieuwe zaire.